# Victor Alexander Charles Crutchley
Admirál Sir Victor Alexander Charles Crutchley (2. listopadu 1893, Londýn, Spojené království – 24. ledna 1986, Nettlecombe, Spojené království) byl vysokým důstoníkem Britského královského námořnictva v období druhé světové války a nositel Viktoriina kříže, uděleným v první světové válce.
Victor Crutchley vstoupil do námořnictva v roce 1906 a vystudoval Royal Navy College v Osborne. Po povýšení do hodnosti námořního poručíka v roce 1915 byl přidělen na bitevní loď HMS Centurion se kterou se zúčastnil bitvy u Jutska. Crutchley se také zúčastnil diverzních akcí britského námořnictva proti Zeebruge a druhého nájezdu na Ostende – proti belgickým přístavům, které byly v rukou Němců. Za statečné chování při druhé akci byl vyznamenán Viktoriiným křížem.
V meziválečném období sloužil na různých plavidlech Atlantické a Středomořské floty. Během služby na křižníku HMS Diomede novozélandské divize Královského námořnictva byl roku 1932 povýšen do kapitánské hodnosti. Po převelení zpět do Evropy v roce 1933 byl velícím důstojníkem První flotily minolovek a posléze velícím důstojníkem (kapitánem) flotily všech minolovek a ozbrojených trawlerů Královského námořnictva. Roku 1937 se Crutchley ujal velení právě zmodernizované bitevní lodě HMS Warspite. Z technických důvodů se loď nemohla zúčastnit přehlídky u příležitosti korunovace Jiřího Šestého. Na základě vyšetřování, s jehož výsledky Crutchley nesouhlasil, byli odvoláni tři z důstojníků Warspite. Warspite byla zařazena ke Středomořské flotě, kde pod Crutchleyho velení sloužila jako vlajková loď admirálů Pounda a Cunninghama až do začátku druhé světové války.
Po vypuknutí druhé světové války byla Warspite převelena k Domácímu loďstvu. Pod velením Victora Crutchleye se zúčastnila druhé námořní bitvy u Narviku. Po této akci byl Crutchley jmenován komodorem námořních kasáren na základně v Devonportu, kde zodpovídal za přípravu posádek pro přidělení na lodě. Po vstupu Japonska do války byl povýšen na kontradmirála a převeden k Australskému královskému námořnictvu, kde se ujal velení operačního svazu Task Force 44. Během vylodění na Guadalcanalu velel Crutchley krycímu svazu křižníků Task Force 62.2. Po stažení amerických letadlových lodí a jejich leteckého krytí byl hlídkující svaz v noci z 8. na 9. srpna 1942 překvapen a napaden japonskými křižníky Gun'ičiho Mikawy. V nastalé bitvě u ostrova Savo byly potopeny čtyři spojenecké křižníky. Crutchley byl kritizován za to, že svazu nevelel osobně, neboť se zúčastnil porady velitelů výsadkových sil, a za neefektivní rozmístění hlídkujících plavidel, které umožnilo japonskému loďstvu nepozorované přiblížení. Důvěru svých nadřízených však nepozbyl a zůstal ve velení Task Force 44 (později 74) až do června 1944.
V poválečném období Crutchley působil jako velící důstojník v Gibraltaru. Do výslužby odešel v roce 1947 a v roce 1949 byl povýšen na admirála.